# Serie 447 de Renfe
La Serie 447 de Renfe, junto con la serie 446 de Renfe y los trenes Civia, son unos grupos de unidades eléctricas ideadas para ofrecer servicios de cercanías eficaces. Su diseño se empezó a planear a principios de los años 1980 y se materializó en el prototipo de la serie 445 cuando el servicio de cercanías empezó a cobrar gran protagonismo en ciudades como Madrid y las unidades que estaban ofreciendo estos servicios, principalmente unidades de la serie 440, empezaban a ser insuficientes. Ya que se iba a diseñar un tren exclusivo para ofrecer estos servicios se decidió dotarlas de las necesidades exigidas para este servicio, un servicio con múltiples paradas en distancias cortas y un gran trasiego de viajeros. De este modo se les dotó de una gran capacidad de aceleración penalizando la velocidad máxima, esta serie está considerada, cómo uno de los mejores trenes de cercanías, por su gran potencia y su fiabilidad, sobrepasando a los nuevos Civia.
La serie 447, ofrece un diseño similar al de la serie 446, ya que los diferentes cambios estéticos y de seguridad fueron realizados a la vez; tanto es así que exteriormente solo se diferencian por las letras de la numeración de los coches que en la serie 446 la letra M está en blanco, la R en rojo y en la serie 447 ambas letras están en color amarillo y en una menor anchura exterior de 9 cm de las 447 (no apreciable a simple vista) pero el rendimiento de estas dos unidades es bien diferente, también existe la diferencia de que en los laterales de los coches motores las 446 tienen una rejilla y en cambio las 447 no. Esta nueva serie fue dotada con unos novedosos motores trifásicos asíncronos que ofrecen un rendimiento aún mejor que los de las 446, con mayor aceleración, mayor esfuerzo tractor y además de todo esto la velocidad máxima es también mayor, alcanzando los 120 km/h. Al igual que la 446 cada unidad dispone de 3 coches. Los dos de los extremos, ambos con cabina de conducción, están motorizados y únicamente el de en medio es un remolque. Cada uno de los coches tienen 3 pares de puertas de doble hoja para una rápida entrada y salida de viajeros. En esta serie se añadió un aseo de vacío. Pueden circular acopladas en servicio normal a unidades de la serie 446 con algunas limitaciones en tracción y freno.
Dadas las diferencias de rendimiento de estas dos unidades se asignó la serie inferior para líneas donde la distancia entre estaciones era más corta, entre 1-2 km ya que aquí la velocidad máxima no afecta a los tiempos, las 447 para trayectos con paradas cada 2-4 km.
Estas unidades circulan por los núcleos de cercanías de Alicante, Cantabria, Cataluña, Valencia, San Sebastián, Gerona y Tarragona y en servicios regionales en Cataluña. También se ocupan de otros servicios regionales, y hasta 2018 hubo algunas unidades de esta serie en la red de cercanías de Madrid.

## Reformas
A las unidades actualmente en servicio se les ha ido haciendo diferentes tipos de reformas, de las cuales la tercera se aplica en todas las unidades operativas:

### Reforma aligerada
Esta reforma consistía en cambiar el suelo de galletas de renfe por un suelo aporporinado intentado así imitar un poco los nuevos civia.

### Trenes regionales en Cataluña
Esta reforma es menor y consiste en sustituir el interiorismo de varias unidades cambiando los asientos de Cercanías por unos más cómodos de MD y añadiendo espacio para transportar bicicletas.

### PMR con coche intermedio nuevo
Esta reforma realizada en el TCR de Valladolid consiste en sustituir el coche intermedio de la composición por uno nuevo de piso bajo y adaptado a personas de movilidad reducida. Del coche antiguo se aprovechan algunos elementos como los bogies, teleindicadores, asientos, puertas, etc., mientras que la caja es desguazada.

### PMR tipo regional con coche intermedio nuevo
Consiste en una reforma mixta entre las 2 reformas anteriores, cambiando los asientos de Cercanías por unos más cómodos de MD y añadiendo el coche intermedio de piso bajo y adaptado a personas de movilidad reducida.

## Modelos similares
Además de las series 446 y 447 de  Renfe, dos empresas de distintos países utilizan trenes similares.
La serie 2000, que circulaba por las líneas 11 y 12 de CPTM en São Paulo en Brasil y el UT-01, utilizado en el Ferrocarril Suburbano de la Zona Metropolitana del Valle de México por Ferrocarriles Suburbanos, SA de CV, ambos fabricados por CAF . 

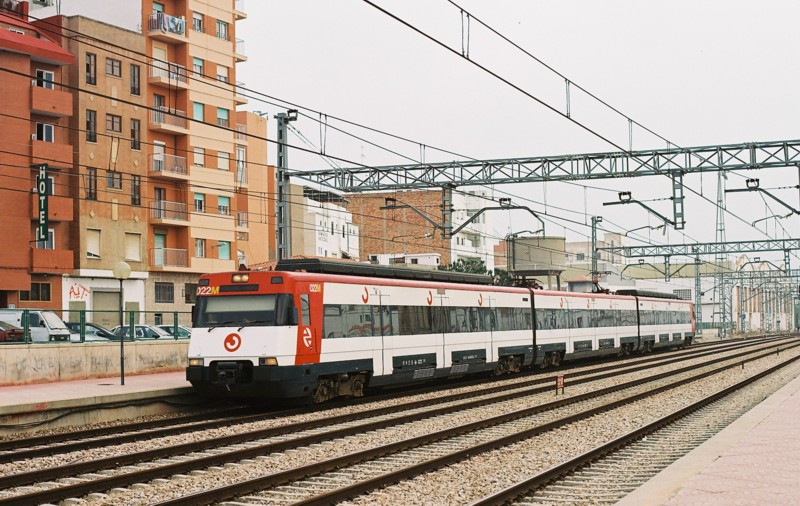
Unidad 447 con los colores originales.
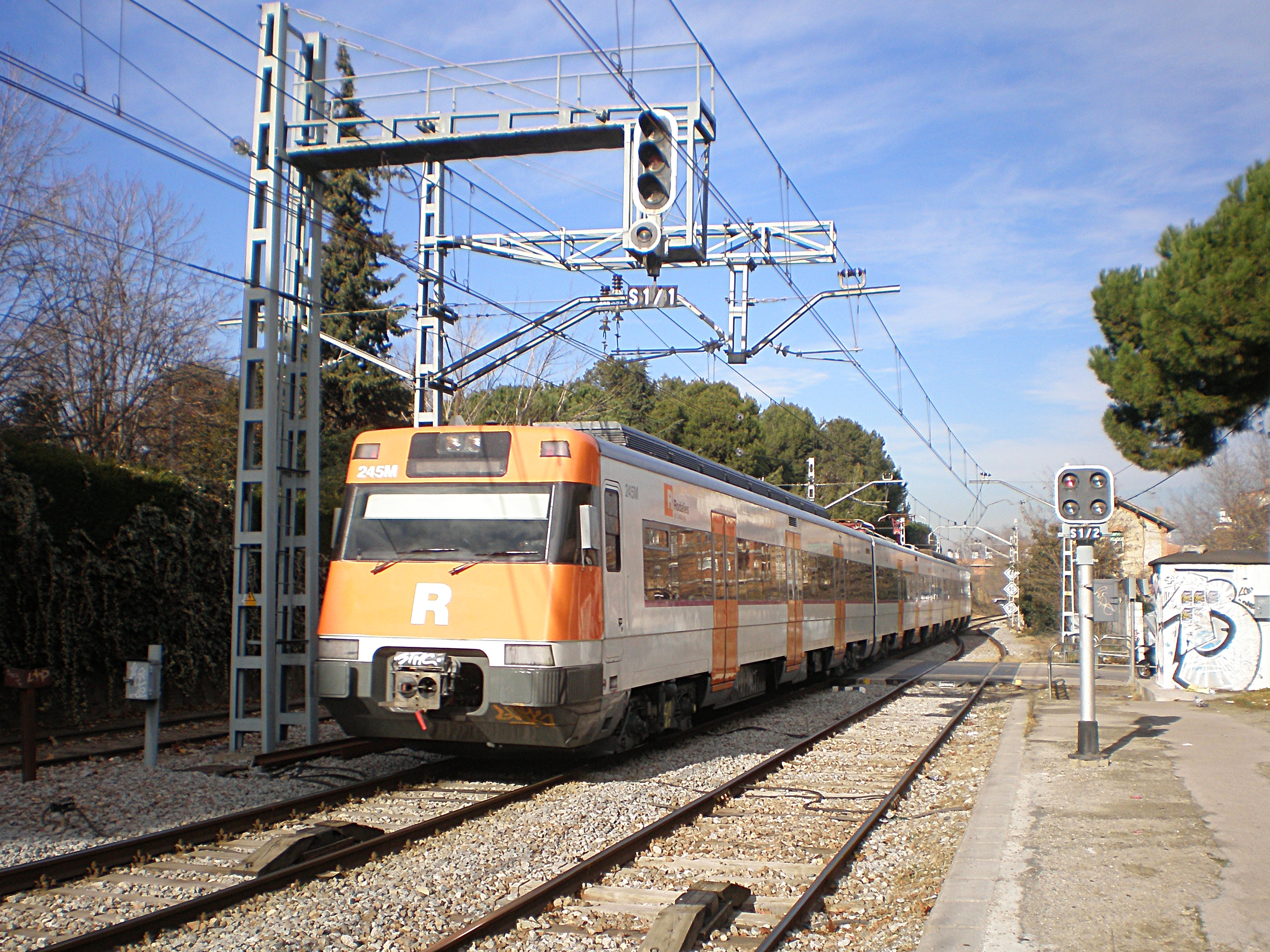
Unidad 447 sin reformar para PMR con los colores de Rodalies de Catalunya.
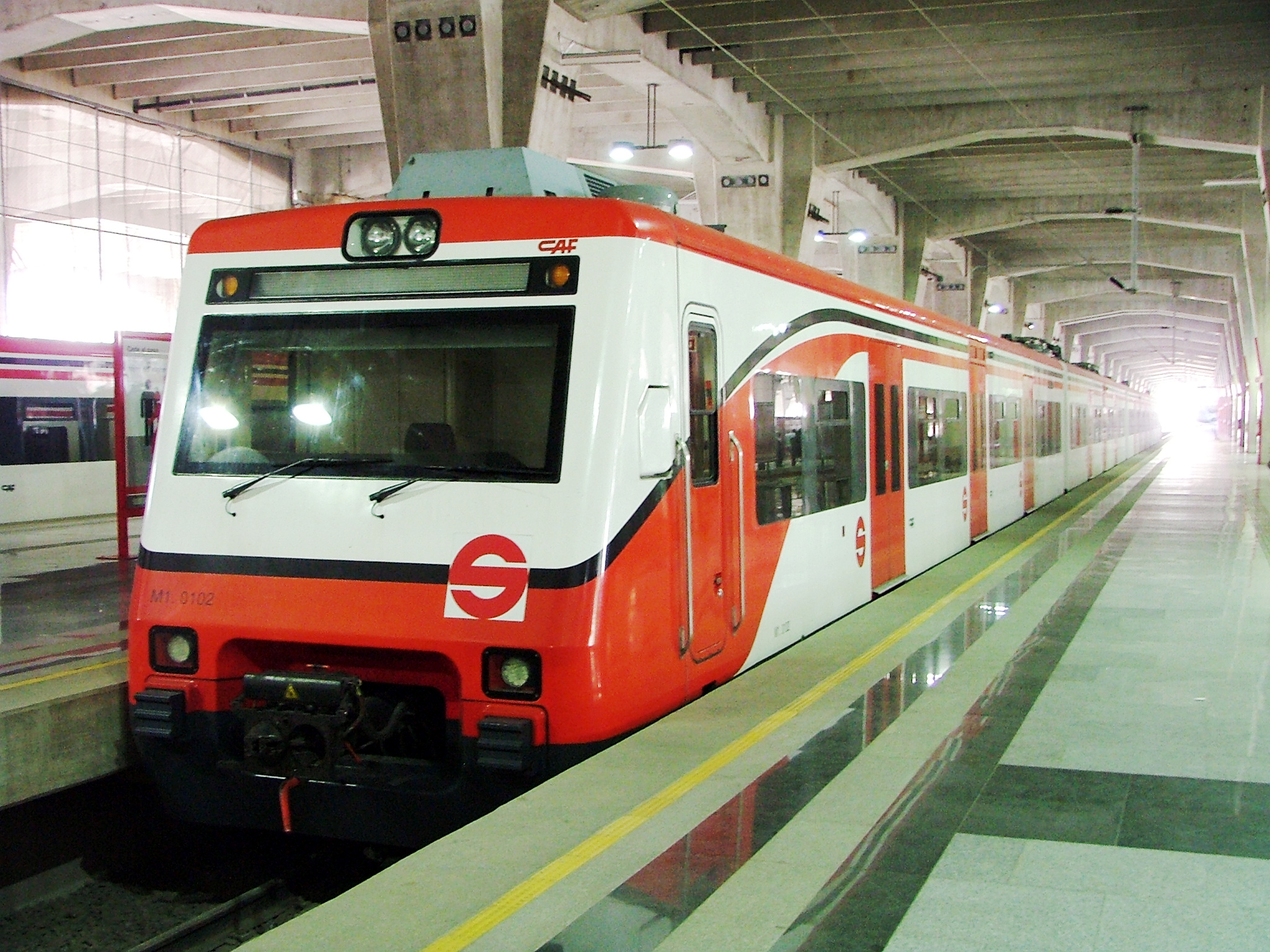
UT-01 para el Ferrocarril Suburbano de la Zona Metropolitana del Valle de México en México.